# 黒田真治
黒田 真治（くろだ しんじ、1958年1月2日 - ）は、千葉県佐原市（現：香取市）出身の元プロ野球選手（投手）。

## 来歴・人物
下総農業高から、1975年オフにドラフト外で読売ジャイアンツに入団。同期のドラフト外入団組には、外園正や平田薫、ドラフト指名組には篠塚利夫、中畑清、山本功児らがいた。
一軍公式戦出場のないまま、1980年に現役を引退。その後は、打撃投手に転向した。
山際淳司のノンフィクション小説「スローカーブを、もう一球」の「背番号94」のモデルとして有名である。
全国野球振興会会員である。

## 詳細情報

### 年度別投手成績
- 一軍公式戦出場なし

### 背番号
- 63 （1976年 - 1979年）
- 94 （1980年 - 1985年）